# 1020er
Portal Geschichte | Portal Biografien | Aktuelle Ereignisse | Jahreskalender | Tagesartikel

◄ |
10. Jh. |
11. Jahrhundert
| 12. Jh. | ►

◄ |
990er |
1000er |
1010er |
1020er
| 1030er | 1040er | 1050er | ►

1020 |
1021 |
1022 |
1023 |
1024 |
1025 |
1026 |
1027 |
1028 |
1029

## Ereignisse
- Der Stammsitz der Habsburger, die Burg Habsburg, wird errichtet.
- 1023 Diefenbach urkundliche Ersterwähnung
- 1024: Heinrich II. stirbt, Konrad II. folgt ihm als deutscher König.
- 1027: Konrad II. erlangt in Rom die Kaiserwürde.
- 1027: Festlegung der Treuga Dei (Gottesfrieden).